# Fritz Märklin
Fritz Eugen Märklin (* 1896; † April 1961) war ein deutscher Unternehmer. Er war Sohn von Eugen Märklin, Neffe von Karl Märklin und Enkel des Gründers der heutigen Gebr. Märklin & Cie. GmbH, Theodor Friedrich Wilhelm Märklin.
Im Jahr 1923 trat Fritz Märklin in die Gebr. Märklin & Cie. GmbH ein. Nach dem Ausscheiden seines Vaters Eugen Märklin 1935 aus der Firma übernahm Fritz Märklin die Geschäftsführung des Unternehmens.
Unter seiner Führung entwickelte die Firma die heute am weitesten verbreitete Spurweite H0 und konzentrierte das Kerngeschäft darauf.